# 親衛隊全国指導者名誉長剣

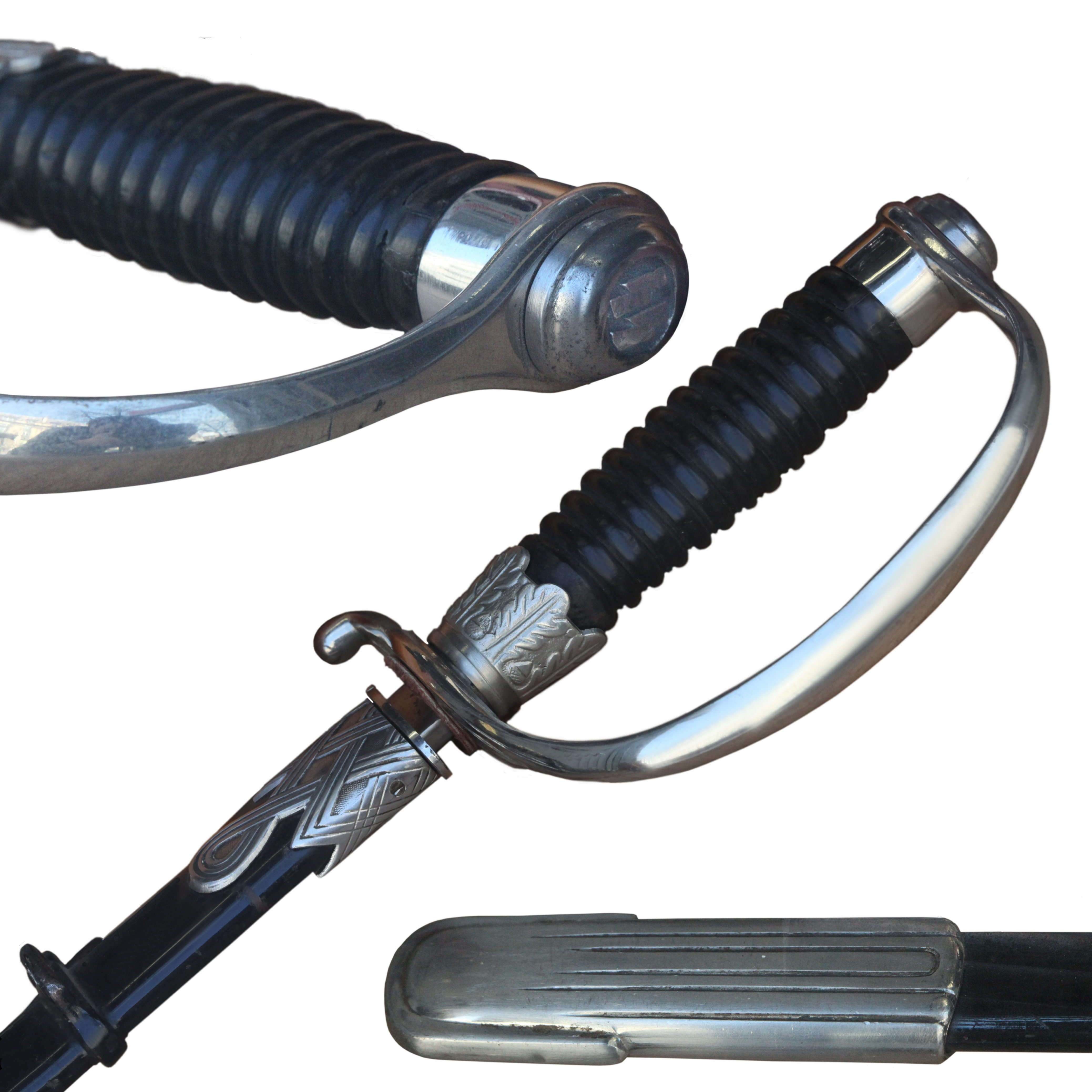
柄がワイヤー巻きでなく、SSルーン文字が柄頭にある下士官用のSS長剣。石突が写っているが、下士官用には石突は付かない。

親衛隊全国指導者名誉長剣（しんえいたいぜんこくしどうしゃめいよちょうけん、Ehrendegen des Reichsführers SS）は、親衛隊全国指導者ハインリヒ・ヒムラーが部下の親衛隊（SS）員達に下賜していた剣。

## 制定の経緯
親衛隊全国指導者ハインリヒ・ヒムラーは日頃からSS隊員に「騎士道精神」を奨励していた。その象徴の一つが長剣であった。
1933年以降、SSの将校と下士官は陸軍と同型のライオンヘッドの柄頭のサーベルを自費で購入して帯刀することを許可された。一連の規定がなかったため様々なタイプが作られたが、陸軍のサーベルとの違いとして柄（グリップ）にSSルーン文字が入っていたり、刀身にSSのモットーが刻印されているものが多かったことがあげられる。またヒムラーは金ではなく銀仕上げにすることを希望していた。
しかしヒムラーは不統一な状況に不満を抱き、グラフィックデザイナーの親衛隊上級大佐カール・ディービッチュ博士にSS専用の長剣のデザインを指示し、1935年11月に親衛隊と警察官用の長剣が登場した。将校用は名誉長剣としての制定であり、バート・テルツとブラウンシュヴァイクの親衛隊士官学校卒業時に自動的に与えられ、士官学校卒業ではない親衛隊将校にはヒムラーの裁量で与えられた。
士官候補生用や下士官用も1936年に登場した。下士官は自分の所属する地区の部隊を通じて簡単にこの剣を購入できた。SS用長剣が登場するとサーベルは次第に使われなくなった。

## 形状

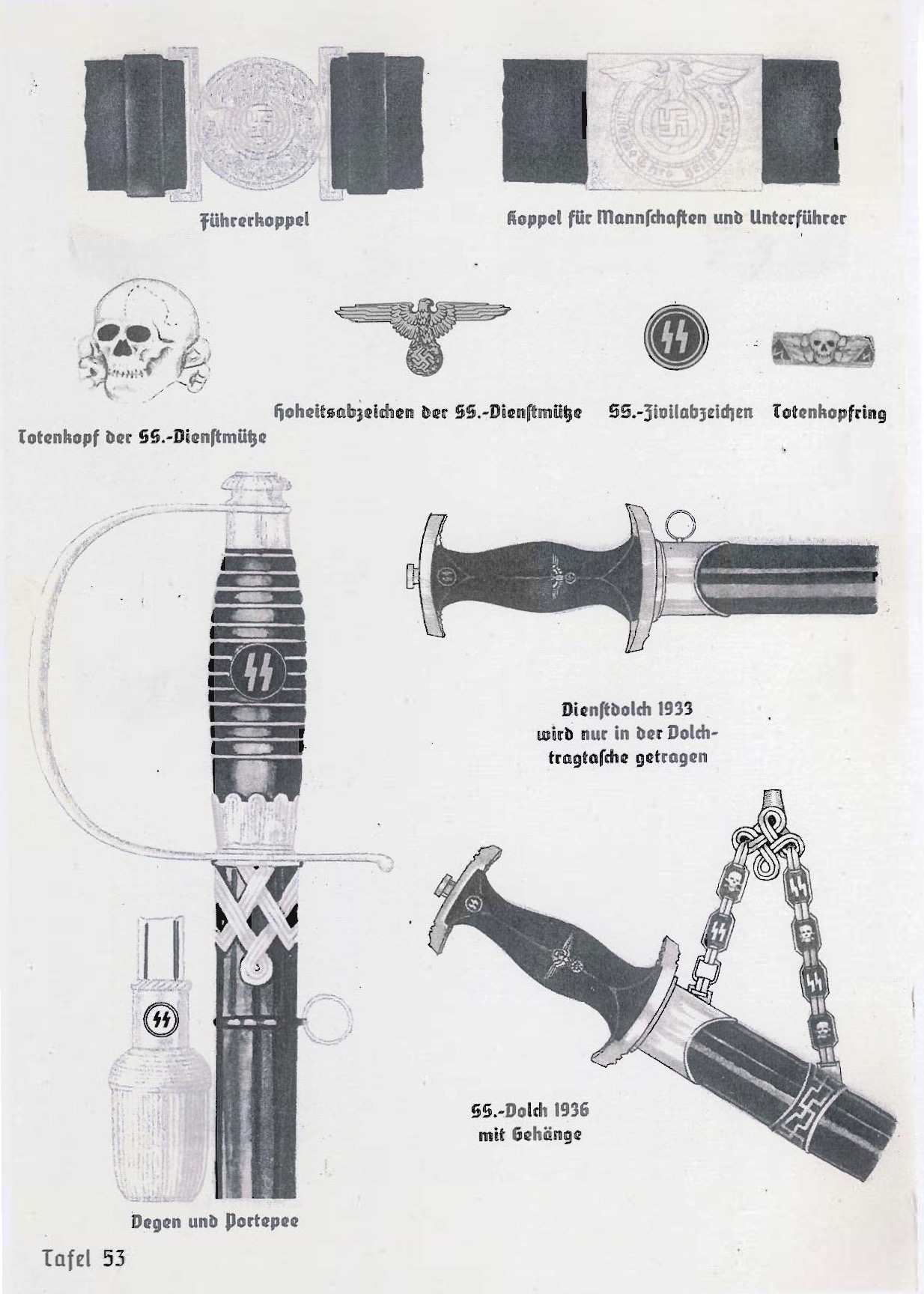
左下が将校用の名誉長剣の柄。

親衛隊名誉長剣は、陸軍型サーベルと比べるとかなりシンプルな形をしており、ワイヤー巻の黒い柄の中央にSSルーン文字の紋章（警察は警察鷲章）が入り、銀の護拳や柄頭のキャップが付き、柄の縁は柏葉デザインだった。黒い鞘の口金物は北欧神話に因む「ヴォータンの結び目」と呼ばれるデザインになっており、鞘の一番下はアールデコ様式の石突が付いていた。護拳の鍔の部分に取り付けられる刀緒は銀のアルミニウム製素材で作られていた。将校用の名誉長剣の授与はヒムラー自身によって行われ、授与者に対して「親衛隊名誉長剣を授く。理由なく剣を抜くことなかれ。名誉なく剣を納むることなかれ（Ich verleihe Ihnen den Degen der SS. Ziehen Sie ihn niemals ohne Not! Stecken Sie ihn niemals ein ohne Ehre!）」と述べる授与式が行われていた。将校用の長剣の授与は勲記とともに行われる。将校用の長剣の写真はここやここで見られる。
士官候補生用の長剣の基本形状は将校の名誉長剣と同じだが、柄の中央にSSルーン文字が入っておらず、代わりに柄頭のキャップの中央にSSルーン文字が浮き出した円形のくぼみがあった。刀緒は銀と黒の物が使われた。
下士官用の長剣は柄がワイヤー巻ではなく、無地の銀の柄頭には中心に黒染した円形の窪みがあり、そこに銀のSSルーン文字が浮き上がっていた。鞘の先に石突がないのも特徴だった。
親衛隊高官や党幹部の誕生日にヒムラーが個人的に贈る誕生日長剣もあった。これはドイツの剣作りの名匠だったパウル・ミュラー（親衛隊ダマスカス刀剣学校校長）が製造したものである。純度認証済みの銀の装飾品に最上級ダマスカス鋼の刃に金メッキでヒムラーの献辞が刻まれていた。たとえば1939年にヒムラーがヨアヒム・フォン・リッベントロップに送った誕生日長剣には刀身には2つのハーケンクロイツに囲まれて「親愛なる友ヨアヒム・フォン・リッベントロップへ 1939年4月30日 親衛隊全国指導者H.ヒムラー（Meinem lieben Joachim von Ribbentrop zum 30.4.39 - H.Himmler, Reichsfuhrer-SS）」という文字が刻まれている。
ヒトラーに贈られたものもあり、それには「良いときも悪いときも、我らの信念は揺るがない」という銘刻がある。

## 製造中止と授与者割合
開戦後の1939年12月18日付けの命令で戦争が終わるまで長剣の佩用は禁じられたが、1940年3月28日の命令で修正され、野戦勤務や訓練勤務以外であれば長剣を佩用してよいことになった。
1941年に名誉長剣は製造が中止され、これ以降に授与資格を与えられた者は陸軍型の長剣を着用した。一方誕生日長剣は1944年まで製造された。
1937年の段階で親衛隊将校団は1万人を超えていたが、そのうち名誉長剣の授与者数は1500人以下だった。1944年時においては親衛隊大佐は58％、親衛隊上級大佐は83％、親衛隊少将は90％、親衛隊中将は91％、親衛隊大将は99％、親衛隊上級大将は100％が名誉長剣を授与されている。